# Hrabstwo Winston (Missisipi)
Hrabstwo Winston (ang. Winston County) – hrabstwo w stanie Missisipi w Stanach Zjednoczonych. Obszar całkowity hrabstwa obejmuje powierzchnię 610,11 mil² (1580,18 km²). Według szacunków United States Census Bureau w roku 2009 miało 19 309 mieszkańców.
Hrabstwo powstało w 1833 roku.

## Miejscowości
- Louisville
- Noxapater[4]

| Populacja hrabstwa w poprzednich latach | Populacja hrabstwa w poprzednich latach |
| Rok                                     | Liczba ludności                         |
| --------------------------------------- | --------------------------------------- |
| 1980                                    | 19 542                                  |
| 1990                                    | 19 433                                  |
| 2000                                    | 20 160                                  |
| 2005                                    | 19 870                                  |